# Фёдорова, Галина Ивановна (разведчица)
Гали́на Ива́новна Фёдорова (урождённая Маркина; 17 февраля 1920 года, Саратов — 26 мая 2010 года) — советская семейная разведчица-нелегал, полковник в отставке.

## Биография
Родилась в семье русского рабочего. Участник революции и гражданской войны Николай Маркин приходился ей двоюродным дядей. Отец, электромонтер-самоучка, после революции вступил в партию большевиков. Последние годы жизни провел, занимаясь партийной работой.
В 1937 году Галина Ивановна окончила школу-десятилетку.
До войны работала техническим секретарём сельхозотдела Наркомфина и училась на вечернем отделении Московского высшего технического училища имени Баумана.
С января 1939 года по путевке комсомола на работе в органах госбезопасности. Работала в Транспортном управлении НКВД, занималась техническими вопросами, привлекалась и к выполнению отдельных оперативных заданий.
С декабря 1941 года в распоряжении группы особого назначения 4-го главного управления НКВД. Группа занималась подготовкой кадров для работы в подполье в тылу врага.
В 1946 году окончила двухгодичные курсы иностранных языков при Высшей школе МГБ СССР и была зачислена на работу во внешнюю разведку.
Вскоре после войны вышла замуж за М. В. Федорова, который также служил в разведке и готовился к нелегальной работе за рубежом.
Итог четверти века в загранкомандировках супружеской пары нелегалов-разведчиков: 400 добытых документов, включая материалы с высшим грифом секретности о планах ядерного нападения на СССР, 300 проведенных сеансов связи, 200 встреч с агентами. Один из которых был высокопоставленным сотрудником НАТО.
Отдельные задания они выполняли в Испании, Португалии, Великобритании и Италии.
Награждена орденами Отечественной войны и Красной Звезды, многими медалями, а также нагрудными знаками «Почетный сотрудник госбезопасности» и «За службу в разведке».

## Книги
- Галина Федорова, Михаил Федоров. Будни разведки. Воспоминание нелегалов. — М.: «ДЭМ», 1994. — ISBN 5-85207-057-2.
- Михаил Федоров, Галина Федорова. Вся жизнь конспирация. История семьи нелегалов. — М.: « ОЛМА-ПРЕСС Образование», 2002. — ISBN 5-94849-008-4.